# Фочански бриони
Фочански бриони или само Бриони је мало речно острво на реци Ћехотини код Фоче у Републици Српској.

## Карактеристике
Речно острво Бриони се налази на реци Ћехотини узводно три километра источно од Фоче. Познато је по богатству флоре и фауне, док на самом острву има шест стотина врста растиња. Река Ћехотина која окружује острво, богата је слатководном рибом попут пастрмке, липљаном и шкобаљем. Фочански бриони формирани су шездесетих година двадесетог века као привредна јединица Казнено-поправног завода, са задатком да се радно запосле осуђеници, али убрзо је постало место за одмор и пословне разговоре људи из целе регије.
На острву је саграђен истоимени мотел — ресторан „Бриони” који пружа посетиоцима разне садржаје. Око мотела је изграђена пешачка и трим стаза, забавни парк за децу са малим зоо вртом. У непосредној близини мотела, чије је архитектонско решење у потпуности уклопљено у природни амбијент, уређено је купалиште с пешчаном плажом. Острво посећује све више туриста из Републике Српске, БиХ али и околних земаља. На Брионима се одржава „Гастро фест Фоча”, манифестација где се представљају пољопривредни произвођачи, удружења, пекари, сластичари, риболовци, планинари и пчелари са простора Горњег Подриња и целе Херцеговине.